# Ichneumon nigrostriatus
Ichneumon nigrostriatus (лат.) — вид наездников-ихневмонид рода Ichneumon из подсемейства Ichneumoninae (Ichneumonidae).

## Распространение
Монголия. Обнаружен в нескольких местах: 100 км к востоку от Улан-Батора (20 км северо-восточнее Tereltz, река Tuul), 90 км севернее Улан-Батора (река Segnez, на высоте 1450 м).

## Описание
Наездники среднего размера чёрного цвета, длина 14—15 мм. Жгутик усика почти нитевидный, с 47 члениками; 1-й флагелломер в 1,8 раза длиннее своей ширины, 8-й членик квадратный, самые широкие членики в 1,6 раза шире длины. Полоски на 10-14-х члениках жгутиках усика цвета слоновой кости. Скутеллюм в центре или в основном и срединно-апикальные продольные полосы на 6-м и 7-м тергитах жёлтые. Узкая полоска на лобной орбите (слегка расширенная напротив бокового глазка) и воротничок красноватые. 2-й и 3-й тергиты желтовато-красные, с узкими базальными и вершинными чёрными перевязями. Ноги чёрные; передние бедра на вершине и передние голени спереди желтоватые или охристые. Крылья умеренно затемнённые; птеростигма красноватая. Предположительно, как и близкие виды паразитоиды, которые развиваются в гусеницах бабочек. От Ichneumon hypolius отличается чёрными передними и задними полосами на 2-м и 3-м тергитах и модифицированной формой жвал.
Вид был впервые описан в 2021 году немецким энтомологом Маттиасом Риделем (Германия) по материалам из Монголии.